# Siergiej Tiwiakow
Siergiej Nikołajewicz Tiwiakow, ros. Сергей Николаевич Тивяков (ur. 14 lutego 1973 w Krasnodarze) – rosyjski szachista, reprezentant Holandii od 1999, arcymistrz od 1991 roku.

## Kariera szachowa
W szachy gra od piątego roku życia. Do 1984 r. uczestniczył w zajęciach w szachowej szkole Wasilija Smysłowa. W 1989 r. w Portoryko został mistrzem świata juniorów do lat 16, zaś rok później w Singapurze – mistrzem świata do lat 18. W 1992 r. zwyciężył w otwartych turniejach w Gausdal oraz w Moskwie (memoriał Aleksandra Alechina). W następnym roku zajął I m. w Rostowie, podzielił I m. w Gausdal (wspólnie z Spiridonem Skiembrisem) oraz odniósł duży sukces, zajmując V m. w turnieju międzystrefowym PCA (federacji, która stanowiła konkurencję dla FIDE) w Groningen i zdobywając awans do grona pretendentów to tytułu mistrza świata. W rozegranym w 1994 r. w Nowym Jorku spotkaniu ćwierćfinałowym, po dogrywce uległ 6½ – 7½ Michaelowi Adamsowi. W tym samym roku jedyny raz wystąpił w barwach Rosji na olimpiadzie szachowej, zdobywając w Moskwie złoty medal.
W kolejnych odniósł szereg indywidualnych sukcesów, m.in.:
- 1994 – Kalkuta (I m.), Wijk aan Zee (turniej Hoogovens, II m. za Predragiem Nikoliciem),
- 1996 – Buenos Aires (memoriał Mieczysława Najdorfa, dz. I m. z Jordim Magemem Badalsem),
- 1997 – Dżakarta (I m.), Pekin – dwukrotnie (turniej Tan Chin Nam Cup, I m. oraz turniej Lee Cup, I m., z Borysem Altermanem),
- 1998 – Groningen (I m., z Wadimem Miłowem), Arco (dz. I m. z Michele Godeną, Romanem Slobodjanem i Heorhijem Timoszenko),
- 1999 – Groningen (I m.), Hoogeveen (dz. I m. z Michaiłem Gurewiczem, Aleksandrem Bierełowiczem, Zvulonem Gofshteinem i Rustamem Kasimdżanowem),
- 2000 – Wijk aan Zee (turniej Corus-B, dz. I m. z Aleksandrem Oniszczukiem i Borysem Awruchem), Gausdal (I m.),
- 2002 – Leeuwarden (mistrzostwa Holandii, II m. po porażce w dogrywce z Loekiem van Welym), Kopenhaga (turniej Politiken Cup, dz. I m. z Aleksandrem Bielawskim i Rubenem Felgaerem), Kair (I m.), Saint-Vincent (dz. I m. z Władimirem Małachowem, Władimirem Jepiszynem i Andriejem Wołokitinem),
- 2003 – Malaga (I m.), Dhaka (dz. I m. z Ziaurem Rahmanem i Maratem Dżumajewem), Leeuwarden (mistrzostwa Holandii, II m. za Loekiem van Welym),
- 2004 – Vlissingen (dz. I m. z Krishnanem Sasikiranem i Danielem Stellwagenem), Dieren (I m.), Leeuwarden (mistrzostwa Holandii, III m. za Loekiem van Welym i Ivanem Sokolovem), Izmir (I m.), Aden (I m.),
- 2005 – Gausdal (I m.), Neiva (I m.), Leeuwarden (mistrzostwa Holandii, III m. za Loekiem van Welym i Danielem Stellwagenem), Solsona (dz. I m. z Mircea Parligrasem i Aurelienem Dunisem(inne języki)),
- 2006 – Hilversum (mistrzostwa Holandii, I m.), Saint-Vincent (I m.), Amsterdam (dz. I m. z Siergiejem Erenburgiem i Friso Nijboerem), Banyoles (dz. I m. z Tigerem Hillarpem Perssonem, Jensem Kristiansenem i Wiktorem Korcznojem),
- 2007 – Hilversum (mistrzostwa Holandii, I m), Vlissingen (dz. I m. z Fabiano Caruaną i Ralfem Appelem), Triest (dz. I m. z Wołodymyrem Bakłanem), Montreal (II m. za Wasylem Iwanczukiem),
- 2008 – Płowdiw (indywidualne mistrzostwa Europy, I m.)[4], Neptun (dz. I m. z Jean-Pierre Le Rouxem), Helsingør (turniej Politiken Cup, dz. I m. z Władimirem Małachowem, Jurijem Kuzubowem, Peterem Heine Nielsem, Borysem Sawczenko i Jonny Hectorem), Bratto (dz. I m. z Carlosem Matamorosem Franco i Władimirem Burmakinem) Triest (dz. I m. z Marinem Bosiociem),
- 2009 – Neustadt an der Weinstraße (I m.), Wrocław (dz. I m. z Wadimem Małachatko i Wołodymyrem Bakłanem), Hoogeveen (I m.),
- 2010 – Bogota (dz. I m. wspólnie z Emilio Córdovą), Leiden (dz. I m. wspólnie z Predragiem Nikoliciem),
- 2011 – Fagernes (I m.), Meszhed (dz. I m. wspólnie z m.in. Jewgienijem Glejzerowem i Merabem Gagunaszwilim), Bogota (dz. I m. wspólnie z Lázaro Bruzónem Batistą i Bartłomiejem Macieją),
- 2012 – Roosendaal (dz. I m. wspólnie z Martynem Krawciwem),
- 2014 – Bejrut (dz. I m. wspólnie z Azərem Mirzəyevem i Kiriłłem Stupakiem), Amsterdam (mistrzostwa Holandii, II m.), dz. I m. w Montrealu (turniej Canadian Open, wspólnie z Robinem van Kampenem i Ehsanem Ghaemem Maghamim[5],
- 2015 – Tallinn (memoriał Paula Keresa, szachy szybkie, I m.)[6].

Czterokrotnie startował w pucharowych turniejach o mistrzostwo świata:
- 1997 – awans do III rundy (w której przegrał z Michaelem Adamsem),
- 1999 – awans do II rundy (w której przegrał z Władimirem Kramnikiem),
- 2001 – awans do II rundy (w której przegrał z Rusłanem Ponomariowem),
- 2004 – awans do II rundy (w której przegrał z Liviu-Dieterem Nisipeanu).

Był również uczestnikiem Pucharu Świata 2005 (awans do III rundy) i Pucharu Świata 2007 (awans do II rundy).
Wielokrotnie reprezentował Holandię, jak również Rosję, w turniejach drużynowych, m.in.:
- sześciokrotnie na olimpiadach szachowych (w latach 1994, 2000, 2002, 2004, 2006, 2014); medalista: wspólnie z drużyną – złoty (1994)[8],
- na drużynowych mistrzostwach świata (w roku 2013)[9],
- pięciokrotnie na drużynowych mistrzostwach Europy (w latach 1999, 2001, 2003, 2005, 2007); trzykrotny medalista: wspólnie z drużyną – dwukrotnie złoty (2001, 2005) oraz indywidualnie – złoty (2001 i na III szachownicy)[10].

Najwyższy ranking w dotychczasowej karierze osiągnął 1 października 2005 r., z wynikiem 2699 punktów zajmował wówczas 20. miejsce na światowej liście FIDE, jednocześnie zajmując 1. miejsce wśród holenderskich szachistów.